# تحريض كهرطيسي

يتدفق التيار الكهربائي المتناوب عبر المِلَفّ اللولبي على اليسار، مما ينتج عنه مجال مِغناطيسي متغير. فيتسبب هذا المجال عن طريق الحَثّ الكَهْرَطِيسِيّ في تدفق تيار كهربائي في الحلْقة السلكية على اليمين.

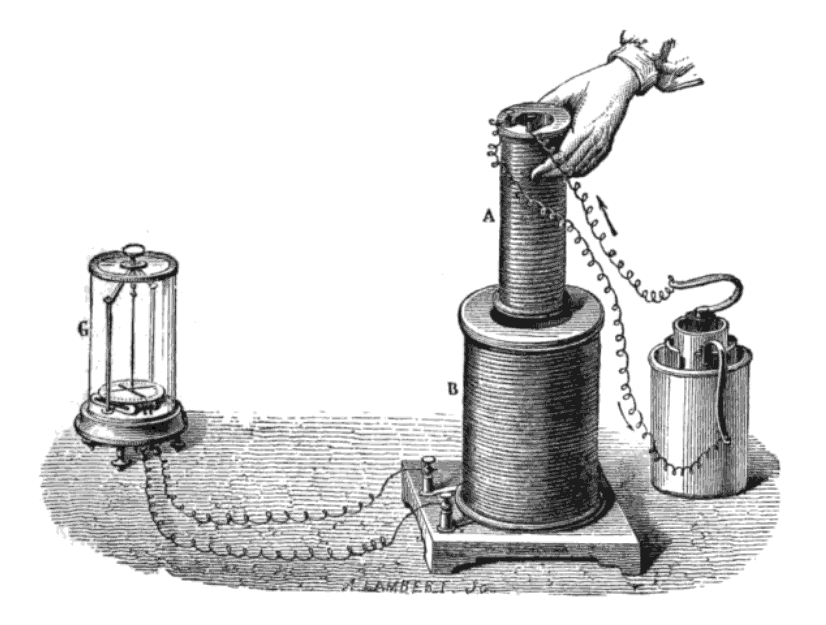
تجرِبة فاراداي، ويظهر في الشكل التحريض بين مِلَفَّين كَهْرَطِيسِيَّين (وشيعتين): تُقدِّمُ البطارية السائلة (اليمين) تيَّارًا يتدفّق من خلال المِلَفّ الصغيرة (A) ما يخلق مجالًا مِغناطيسيًا. عندما تكون المِلَفَّات ثابتة، لا يتحرَّضُ أي تيَّار. لكن عندما يتم تحريك الوَشِيعة الصغيرة داخل أو خارج المِلَفّ الكبيرة (B)، يُحرِّضُ حينها التدفُّفٌ المِغناطيسيّ عبر المِلَفّ الكبير تيَّارًا، يتم الكشف عنه بواسطة مقياس جلفاني (G).

التحريضُ الكَهْرَطِيسِيّ أو الحَثُّ الكَهْرَطِيسِيّ (بالإنجليزية: Electromagnetic induction)‏  إنتاجُ قوّة محرِّكَةٍ كهربائيّة (أي جهد كهربائيّ أو فُلطِيَّة) عبر موصلٍ كهربائيّ في مجال مِغناطيسيّ مُتغيّر.
يُنسب الفضل إلى العالم مايكل فاراداي باكتشاف الحثّ عام 1831، وإلى العالم جيمس كلارك ماكسويل بوصف الحثّ رياضيًَّا بـقانون فاراداي. كذلك يوصف قانون لنز اتجاه الحقل المُحرَّض. عُمِّمَ قانون فاراداي فيما بعد ليُصبِحَ معادلة ماكسويل-فاراداي إحدى أربع معادلات في نظرية جيمس كلارك ماكسويل للكَهْرَطِيسِيَّة.
للتحريض الكَهْرَطِيسِيّ تطبيقاتٌ عدّة في التِقَانَة (التِكنولوجِيا)، بما في ذلك المكونات الكهربائيّة كالمِحَثّات والمحوِّلات، وأجهزة كهربائيّة كالمحركات الكهربائيّة والمولِّدَات.

## التاريخ

شكل يُظهرُ جهاز حلقة فاراداي المعدنيّة، حيث يحرّض التغيُّر في التدفُّق المغناطيسيّ للوشيعة اليُسرى تيّارًا في الوشيعة اليُمنى.

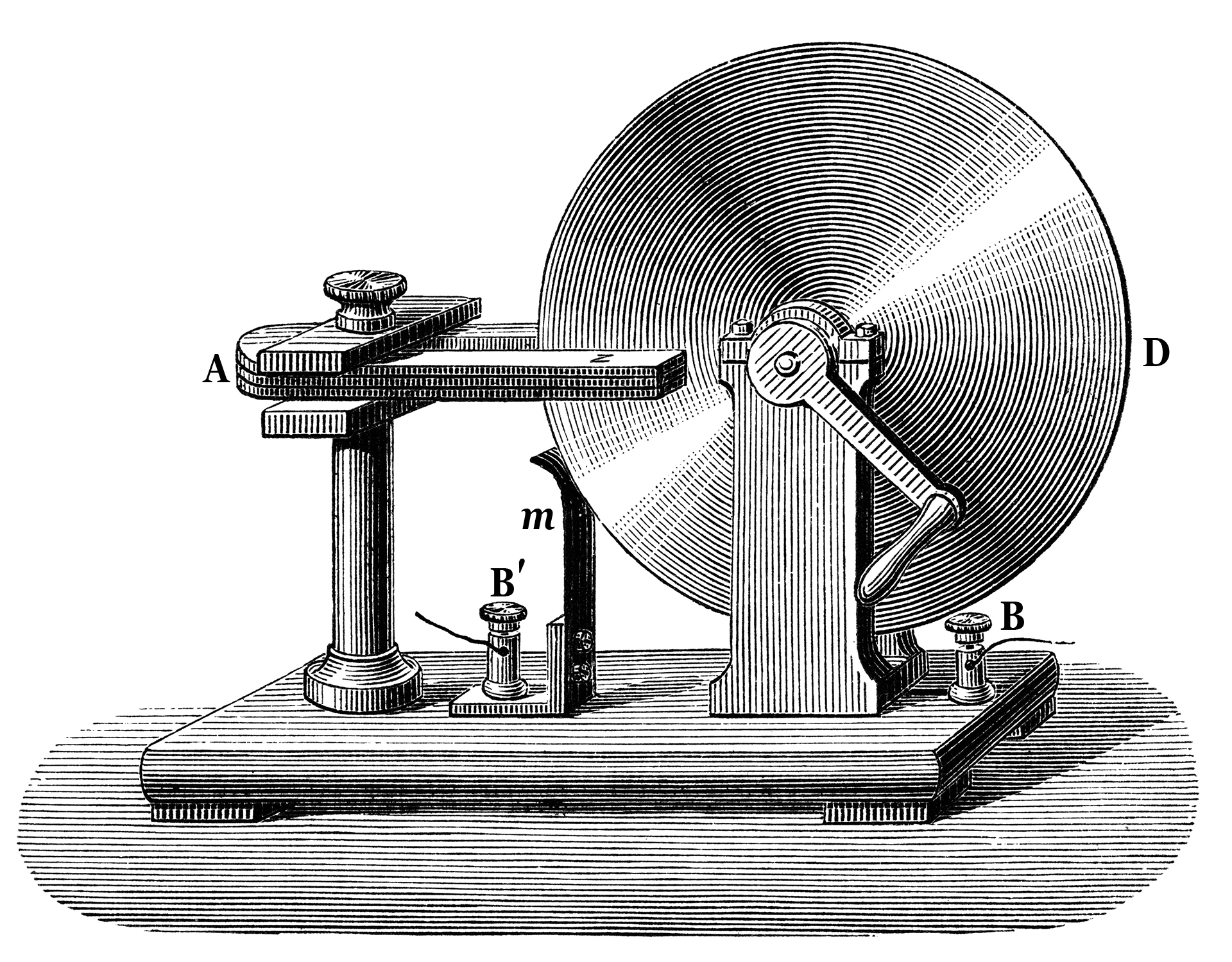
قرص فاراداي

اِكتُشف الحث (التحريض) الكهرومغناطيسيّ للمرة الأولى على يد مايكل فاراداي، الذي صرَّح عن اكتشافه على العلن عام 1831. كما تم اكتشافه بشكل مستقلٍّ على يد جوزيف هنري عام 1832.
قام فاراداي في أول تجربة علنيّة (في 29 أغسطس/آب 1831) بلف سلكين حول جانبين متقابلين من حلقة معدنيّة «طارة». توقَّع فاراداي، اعتمادًا على فهمه للمغناطيس الكهربيّ، أنه عندما يبدأ التيّار بالتدفُّق في أحد السلكين، سينتقل نوعٌ من الموجات عبر الحلقة المعدنيّة ويُسبّب بعض التأثيرات الكهربائيّة على الجانب المقابل، لذا قام بوصل أحد السلكين إلى مقياس جلفانيّ، وراقبه بعد أن وصل السلك الآخر ببطاريّة. رأى فاراداي حينها تيّارًا عابرًا عندما وصل السلك بالبطاريّة وآخر عندما فصل السلك عنها أطلق عليهما اسم «موجة من الكهرباء». كان هذا التحريض عائدًا للتغيُّر الحاصل في التدفُّق المغناطيسيّ، والذي حدث عندما تم توصيل السلك بالبطاريّة ومن ثُمّ فُصلَ عنها. وخلال شهرين من هذه التجربة، وجد فاراداي ظواهر أُخرى عديدة ناجمة عن التحريض الكهرومغناطيسيّ. على سبيل المثال، فقد رأى فاراداي تيارات عابرة عندما قام بزلق مغناطيس ذو شكل قضيبيّ داخل وخارج وشيعة (ملف من الأسلاك)، نجم عنه توليد تيار ثابت (أو مستمر DC)، تظاهر هذا التيّار بدوران قرص نحاسيّ مُثبَّت من مركزه قرب المغناطيس.
شرح فاراداي التحريض الكهرومغناطيسيّ باستخدام مفهوم أسماه بخطوط القوّة، إلا أن علماء ذلك الوقت رفضوا أفكار فاراداي النظريّة، وكانت أهم الأسباب رفضهم أنها لم تكن مُصاغة رياضيًّا، باستثناء جيمس كلارك ماكسويل الذي استخدم أفكار فاراداي لبناء نظريته الكهرومغناطيسيّة الكميّة. ففي نموذج ماكسويل يتم التعبير عن جانب الوقت المتغيّر من التحريض الكهرومغناطيسيّ بمعادلة تفاضليّة، أشار إليها أوليفر هيفسايد باسم قانون فاراداي على الرغم من اختلافها قليلًا عن صيغة فاراداي الأصليّة إضافةً إلى عدم وصفها للمجالات الكهرومغناطيسيّة الحركيّة. حاليًا يُقرُّ بصيغة هيفسايد (انظر معادلة ماكسويل-فاراداي) ضمن إطار مجموعة معادلات تُعرف باسم معادلات ماكسويل.
عام 1843 صاغ هنريش لينز القانون الذي سُميَ فيما بعد باسمه، لوصف "التدفُّق عبر الحلقة). يتميز قانون لنز بإعطائه لاتجاه القوّة المحرّكة الكهربائيّة المتحرّضة واتجاه التيّار الناتج عن التحريض الكهرومغناطيسيّ.

## النظرية

### قانون فاراداي للتحريض وقانون لينز

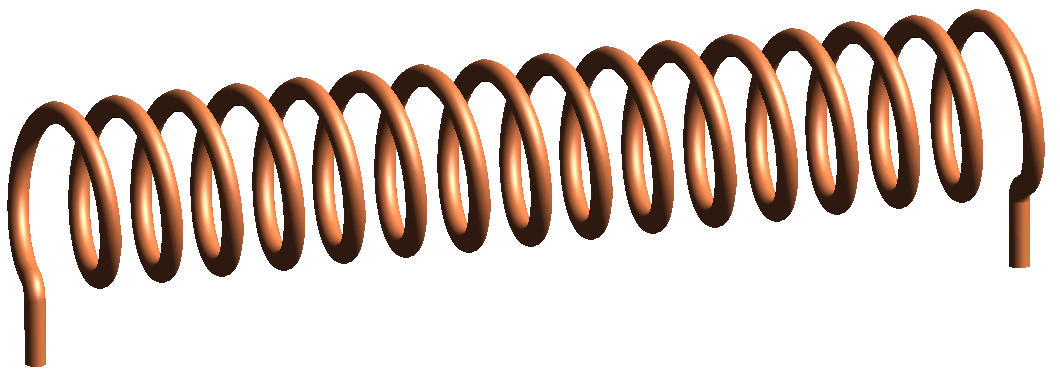
سلك ملفوف بشكل لولبيّ (وشيعة).

مقطع طوليّ في السلك اللولبيّ ويظهر في الشكل التيَّار الكهربائيّ وهو يعبر من خلال لفّات الملف اللولبيّ (الوشيعة). تتحرَّض خطوط الحقل المغناطيسيّ، ويظهر اتجاهها بالأسهم. يتناسب التدفُّق المغناطيسيّ مع 'كثافة خطوط الحقل'. وبالتالي يكون التدفُّق المغناطيسيّ أعظميًا في مركز الملف اللولبي، وأصغريًا خارجه.

يرتكز قانون فاراداي على التدفُّق المغناطيسيّ ΦB عبر منطقة من الفضاء مُحاطة بحلقة سلكيّة، مع ملاحظة إمكانيّة اعتبار الوشيعة مجموعة من الحلقات المتتالية، يُعرَّف التدفُّق المغناطيسيّ عبر إجراء عمليّة تكامل للسطح:
{\displaystyle \Phi _{\mathrm {B} }=\int \limits _{\Sigma }\mathbf {B} \cdot d\mathbf {A} \ ,}
حيث dA هي عامل السطح Σ المُحدَّد بعروة السلك (أو الحلقة)، أما B هي الحقل المغناطيسيّ. تطابق كذلك نتيجة الجداء السُلَّميّ B·dA كمية متناهية في الصغر للتدفُّق المغناطيسيّ. وبعبارة أقرب للتصوّر، يتناسب التدفّق المغناطيسيّ عبر حلقة السلك (عروة السلك) مع عدد خطوط التدفّق المغناطيسيّ التي تمر عبر الحلقة.
و عندما يتغيّر التدفُّق عبر السطح، يقول قانون فاراداي أن الحلقة تكتسب قوّة كهربائيّة. تنص النسخة الأكثر انتشارًا من القانون على أن القوّة الكهربائيّة المحرّكة المتولِّدة بالتحريض في أي دارة مُغلقة تساوي معدل تغير التدفُّق المغناطيسيّ المحدود بالدارة:
{\displaystyle {\mathcal {E}}=-{{d\Phi _{\mathrm {B} }} \over dt}\ },
حيث {\displaystyle {\mathcal {E}}} هي القوّة المحركة الكهربائيّة وΦB هو التدفُّق المغناطيسيّ. يُعطى اتجاه القوة المحركة الكهربائيّة بقانون لينز الذي يقول أن التيّار المتولد بالتحريض سيتدفّق باتجاه معاكس للشحنة التي أنتجته. وهذا يعود للإشارة السالبة في المعادلة السابقة. لزيادة القوّة المحرّكة الكهربائيّة المتولّدة يتم عادةً استغلال التدفُّق المغناطيسيّ بخلق أسطح جديدة يعبرها خلال مساره عبر استخدام أسلاك ملفوفة بشكل حلزوني أو لولبيّ مؤلّف من N حلقة (وشيعة مؤلفة من N حلقة)، إذ يعبر كلَّ حلقة التدفّق المغناطيسي ذاته، وبالتالي تكون القوّة المحركة الكهربائيّة الناتجة أكبر بـN مرة من تلك الناتجة عن عبور الحقل المغناطيسيّ لحلقة واحدة.
{\displaystyle {\mathcal {E}}=-N{{d\Phi _{\mathrm {B} }} \over dt}}
يمكن توليد قوّة محركة كهربائيّة من خلال إحداث تغيرات في التدفّق المغناطيسيّ المار عبر سطح الحلقة (عروة السلك) الافتراضيّ بعدة طرق:
- تغيير المجال المغناطيسي B (مثلًا باستخدام حقل مغناطيسي متناوب أو بتحريك الحلقة (أو العروة) باتجاه مغناطيس ذو شكل قضيبيّ حيث ستزداد قوّة الحقل المغناطيسيّ بالاقتراب من المغناطيس)
- تغيير شكل الحلقة (عروة السلك) وبالتالي سيتغيّر السطح Σ
- تغيير اتجاه السطح dA (مثلًا تدوير الحلقة في حقل مغناطيسي ثابت)
- أو باستخدام أي مزيج مما أعلاه

### معادلة ماكسويل-فاراداي
عمومًا، تُعطى العلاقة بين القوّة المحركة الكهربائيّة {\displaystyle {\mathcal {E}}} في الحلقة (عروة السلك) التي تُشكِّل السطح Σ والحقل الكهربائيّ E في السلك بالشكل:
{\displaystyle {\mathcal {E}}=\oint _{\partial \Sigma }\mathbf {E} \cdot d{\boldsymbol {\ell }}}
حيث dℓ عنصر منسوب السطح Σ، وبجمع هذا مع تعريف التدفُّق
{\displaystyle \Phi _{\mathrm {B} }=\int \limits _{\Sigma }\mathbf {B} \cdot d\mathbf {A} \ ,}
و يمكننا بالتالي كتابة الشكل المتكامل لمعادلة ماكسويل-فاراداي
{\displaystyle \oint _{\partial \Sigma }\mathbf {E} \cdot d{\boldsymbol {\ell }}=-{\frac {d}{dt}}{\int _{\Sigma }\mathbf {B} \cdot d\mathbf {A} }}
و هي إحدى أربع معادلات تحمل اسم ماكسويل، كما أنها تلعب دورًا أساسيًا في النظرية الكهرومغناطيسيّة التقليديّة.

### قانون فاراداي والنسبيّة
يصف قانون فاراداي ظاهرتين مختلفتين: القوّة الكهربائيّة المحرّكة ذات الأثر الحركيّ المتولّدة عن تطبيق قوّة مغناطيسيّة على سلك متحرّك (انظر قانون لينز) والمجال الكهرومغناطيسيّ المحوِّل المتولّد عن قوّة كهربائيّة بسبب تغيّر المجال المغناطيسيّ (بسبب الشكل التفاضليّ لمعادلة ماكسويل-فاراداي). لفت جيمس كلارك ماكسويل الانتباه إلى الظواهر الفيزيائيّة المنفصلة عام 1861. يُعتقد أن مثل هذا مثال فريد في الفيزياء عن استخدام قانون أساسيّ لشرح ظاهرتين مختلفتين من هذا القبيل.
لاحظ آينشتاين أن هاتين الحالتين تتطابقان مع حركة نسبيّة بين الموصل والمغناطيس، ولا تتأثر النتيجة بأيٍّ منهما هو المتحرّك. مثّل هذا أحد المسارات الرئيسيّة التي قادت آينشتاين إلى تطوير النسبيّة الخاصة.

## تطبيقات
تُطبَّق مبادئ التحريض الكهرومغناطيسيّ في عدّة أجهزة وأنظمة، بما فيها:
- مقياس كلامب ميتر
- المولدات الكهربائيّة
- التشكيل الكهرومغناطيسي
- ألواح الرسم
- حسّاس تأثير هول
- الطبخ بالتحريض
- المحرك الحثي
- الختم بالتحريض
- اللحام بالتحريض
- الشحن بالتحريض
- المحث (الملف الكهربائي)
- حساس الدفق الكهرومغناطيسي
- مصباح الإضاءة المشحون ميكانيكيًا
- لاقط موسيقي
- حلقة رولاند
- التحفيز المغناطيسي للدماغ
- المحوِّل
- نقل الطاقة لاسلكيًا
- محرك أحادي القطب

### المولد الكهربائي
تتولّد القوّة المحركة الكهربائيّة وفق قانون فاراداي للتحريض، تتولّد عن حركة الدارة (الحلقة) بالنسبة للمجال المغناطيسي، تُعتمد هذه الآليّة في المولِّدَات الكهربائيّة. عند تحريك مغناطيس دائم بالنسبة لموصل كهربائيّ، أو العكس، فتتولّد قوّة محرِّكة كهربائيّة. إذا كان السلك (سلك الدارة) موصولًا بحمل كهربيّ، سيتدفّق تيّار كهربائيّ، وبالتالي تتولّد الطاقة الكهربائيّة، عبر تحويل الطاقة الميكانيكيّة للحركة إلى طاقة كهربائيّة. على سبيل المثال، يعتمد المولّد الأسطواني على الآلية المُوضحَة في الشكل أدناه. أيضًا قرص فاراداي على هذه الفكرة.
في مثال، قرص فاراداي، يدور القرص في حقل مغناطيسيّ منتظم خطوطه عموديّة على القرص وتؤدي إلى تدفُّق التيار الكهربائيّ باتجاه ذراع شعاعيّة، يمكن تحديد جهته (التيّار) اعتمادًا على قانون لنز. من المثير للاهتمام فهم كيفيّة نشوء العمل الميكانيكيّ الذي سيقوم بتحريك (تدوير) القرص وبالتالي التيّار الكهربائيّ، حيث يتدفّق التيّار عبر حافة الموصل، مما يولّد حقلًا مغناطيسيًا من خلال قانون أمبير (تمت الإشارة إلى هذا الحقل المغناطيسيّ المُتحرِّض في الشكل باسم "induced B"). تصبح بالتالي حافة القرص أشبه ما تكون بمغناطيس كهربائيّ يقاوم الدوران (مثال عن قانون لنز). وعلى الجانب الآخر من الشكل، يتدفّق تيّار العودة من الذراع الدوّارة عبر الجانب البعيد من الحافة إلى الفرشاة السفلية. يُعاكس الحقل المغناطيسيّ المُتحرّض بتيّار العودة الحقلَ المغناطيسيّ المُطبَّق، مما يؤدي إلى تقليل شدّة الحقل المُطبَّق خلال الدوران. وعلى الجانب القريب من الشكل، يتدفَّق تيّار العودة من الذراع الدوّارة من خلال الجانب القريب للحافة إلى الفرشاة (الفحمة) السفليّة. يزيد الحقل المُتحرِّض التدفُّقَ على جانب الدارة، مٌعاكسًا انخفاض التدفُّق الناجمة عن الدوران. وبالتالي، فإن كلا جانبي الدارة تُولِّدَان قوّة محركة كهربائيّة مُعاكسة للدوران. تساوي الطاقة المطلوبة للحفاظ على حركة القرص، رغم هذه القوّة التفاعليّة، الطاقة الكهربائيّة المتولّدة (بالإضافة إلى الطاقة التي أُهدِرَت بسبب الاحتكاك ومفعول جول الحراريّ وعدم الكفاءة). تتماثل هذه الآلية (آلية تحويل الطاقة الميكانيكيّة إلى كهربائيّة) في جميع المولّدات الكهربائيّة.

### المحول الكهربائيّ
عندما يتغيّر التيّار الكهربائيّ المار في عروة السلك يتكوّن حقل مغناطيسيّ متغيّر. يتأثر السلك الثاني الموجود في مجال هذا الحقل المغناطيسيّ، إذ سيتغيّر التدفّق المغناطيسيّ للحقل في سطح الدارة التي يُشكِّلُها السلك d ΦB / d t. لذا، تُدعى القوّة الكهربائيّة المُحرِّكة المتحرضَة في العروة الثانيّة القوّة المحركة الكهربائيّة المُتحرضة (المُحرَّضة) أو القوّة المحركة الكهربائيّة المُحوِّلة. إذا وُصلت نهايتا عروة السلك بحمل كهربائيّ سيتدفَّق تيّار كهربائيّ.

### مقياس كلامب ميتر

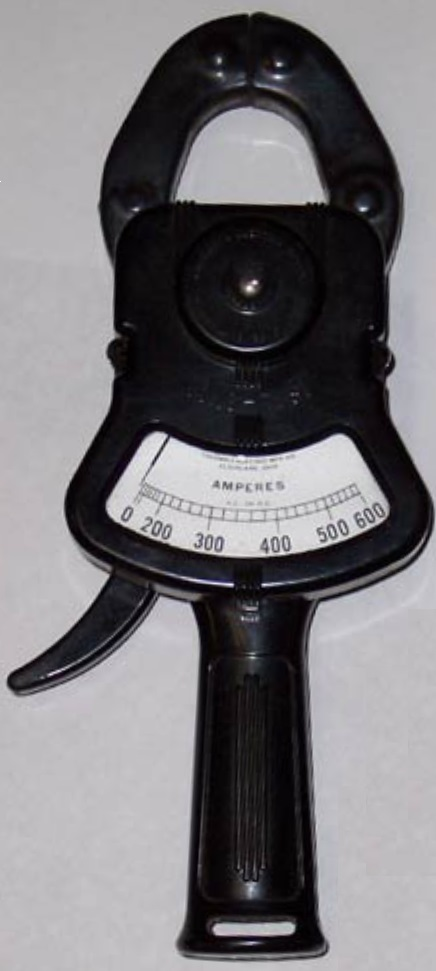
مقياس كلامب ميتر.

مقياس كلامب ميتر محوّل، ذو قلب منفصل عنه وقابل للحركة يمكن أن يُقصَّ على سلك أو ملف لقياس التيّار المار فيه أو المُعاكس له، لتحريض فولتاج. على عكس الأدوات التقليديّة، لا يتصل الكلامب ميتر كهربائيًّا بالموصل كما أن من المطلوب أن يكون منفصلًا عنه خلال عمله.

### حساس الدفق الكهرومغناطيسي
يُستخدم قانون فاراداي لقياس تدفُّق السوائل والردغة الموصلة كهربائيًا. تُدعى مثل هذه الأدوات بمقاييس (أو حساسات) التدفُّق المغناطيسي. تُعطى الجهد الكهربائيّ المُتحرض ℇ المتولّد في الحقل المغناطيسي B بسبب حركة السائل الموصل بسرعة v من خلال العلاقة:
{\displaystyle {\mathcal {E}}=-B\ell v,}
حيث ℓ هي المسافة بين الأقطاب الكهربائيّة في حسّاس (مقياس) التدفُّق المغناطيسيّ.

## التيار الدوَّامي
تتحرّك الموصلات (ذات الأبعاد المحدودة) ضمن مجال الحقل المغناطيسي، أو تكون ثابتة في مجال حقل مغناطيسي متغيّر، وفي كلتي الحالتين ستتحرّض تيَّارات داخل الموصلات. قد تكون هذه التيّارات الدوّامية المتحرضة غير مرغوب فيها، باعتبارها مُهدرة للطاقة بشكل مقاومة الموصل. من الأساليب المُستخدمة للتحكّم في التأثيرات التحريضيّة غير المرغوب فيها:
- عدم استخدام مواد صلبة في المغانط الكهربيّة في المحركات أو المولّدات أو المحوّلات الكهربائيّة، واستخدام صفائح رقيقة من الألواح المعدنيّة تُدعى الصفائح (الإنجليزيّة: laminations)، إذ تُقلِّلُ هذه الألواح الرقيقة من التيَّارات الدوّامية المتطفّلة، كما هو موصوف في الأسفل.
- تستخدم اللفائف (الوشيعة) التحريضيّة في مجال الإلكترونيّات عادةً نوىً مغناطيسية لتقليل تدفّق التيارات التطفليّة. تكون الملفات المذكورة مزيجًا من مسحوق المعادن ومادة رابطة راتنجيّة تستطيع أخذ أي شكل، إذ تمنع هذه المادة الرابطة تدفّق التيار المتطفل من خلال المعدن المسحوق.

### الصفائح الكهرومغناطيسيّة
تنشأ التيارات الدوّاميّة عندما تدور كتلة معدنيّة صلبة في حقل مغناطيسيّ، وذلك لأن الجزء الخارجيّ من المعدن يقطع خطوطًا أكثر من الحقل المغناطيسيّ مما يفعله الجزء الداخليّ، وبالتالي فإن القوّة المحركة الكهربائيّة المتحرضة ليست متجانسة بل وتميل لتوليد تيّارات بين نقاط الإمكانيات الأعظم والأصغر. حيث تستهلك التيارات الدوّاميّة كمية كبيرة من الطاقة وغالبًا ما تتسبب بارتفاع ملحوظ في درجة الحرارة.
يظهر في هذا المثال خمس صفائح أو ألواح فقط، لإظهار التقسيم الفرعي للتيارات الدوّامية، بينما في الاستخدام العمليّ يتراوح عدد التصفيحات بين 40 و66 لكل إنش، مما يخفض خسارة الطاقة عبر التيّار إلى ما يُقارب 1 بالمئة. وبينما يمكن فصل الألواح عبر عزلها، يكون الجهد الكهربائيّ منخفضًا للحد الذي يجعل طبقة طلاء الأكسدة/الصدأ الطبيعيّ كافيًا لمنع تدفُّق التيّار عبر الصفائح.
يظهر في الصورة مُدوِّر قطره حوالي 20 مم، أُخرج من محرّك يعمل بالتيّار المستمر، يُستخدم عادةً في مشغل الأقراص المضغوطة. لاحظ استخدام تصفيحات قطع قطبيّة لمغانط كهربيّة، للحدّ من الضياعات التحريضيّة المتطفلة.

### التحريض التطفليّ داخل الموصلات
في هذا الرسم، يمر موصل متطاول نحاسي صلب على محرك دوَّار، يمرّ تحت طرف قطعة القطب الشماليّ للحقل المغناطيسيّ. لاحظ التوزيع غير المتساوي لخطوط القوّة عبر المستطيل النحاسيّ. المجال المغناطيسيّ أكثر تركيزًا على الحافة اليسرى للمستطيل النحاسيّ وبالتالي أقوى (a وb) بينما يكون الحقل أضعف على الحافة اليُمنى (c وd). وباعتبار أن كلتي الحافتين تتحركان بالسرعة ذاتها، سيخلق فرق قوّة الحقل بين الحافتين دوَّامات داخل الشريط النحاسي المستطيل.
تستخدم أجهزة الترددات العالية الحالية كالمحركات والمولّدات والمحوّلات الكهربائيّة عدّة موصلات صغيرة متوازية لتحطيم التدفُّق الدوَّاميّ الذي يمكن أن يتشكّل داخل الموصلات الصلبة الكبيرة. يُطبَّق المبدأ ذاته على المحوّلات ذات الترددات الأعلى من القدرة، مثلًا المحوّلات المستخدمة في إمدادات الطاقة في وضع التبديل ومحوّلات الاقتران متوسطة الترددات الموجودة في أجهزة استقبال الراديو.

## روابط خارجيّة
- محاكاة جافا حرّة عن حركيّة المجال الكهرومغناطيسيّ